# 大唐文宗
《大唐文宗》，待播的中国大陆唐代古装电视剧，一部讲叙唐代诗人陈子昂一生故事的古装电视连续剧，2011年12月在无锡影视基地开机拍摄。2014年1月取得发行许可证。

## 劇情
唐高宗凤仪元年，出生于剑南道梓州射洪县的学子陈子昂（黄海冰 飾），原本贵家公子，颇存纨绔气息，但在其父和名师的指导下，以其非凡天赋，在红颜知己段竺（李曼 飾）的辅佐中，独立特行，笔锋直劈文章五百年道弊，政见坦陈爱国恤民伟大抱负。导致与皇室贵胄，朝廷权臣的不可调和的斗争。

## 演员
| 演員   | 角色     | 简介 |
| 黄海冰 | 陈子昂   |      |
| 李 曼  | 段 竺    |      |
| 王 姬  | 武则天   |      |
| 李芯逸 | 上官婉儿 |      |
| 廖京生 | 陈元敬   |      |
| 姚安濂 | 段武忠   |      |
| 萧浩冉 | 段 简    |      |
| 陆 彭  | 武三思   |      |
| 许新宇 | 武攸宜   |      |
| 黑 子  | 狄仁杰   |      |
| 朱晓华 | 羊扬     |      |
| 许新宇 | 武攸宜   |      |
| 李羲儿 | 玫姬     |      |
| 舒耀瑄 | 裴炎     |      |
| 赵浩廷 | 陈汀     |      |
| 何珺   | 太平公主 |      |
| 潘时七 | 韦       |      |
| 彭波   | 李显     |      |
| 景崗山 | 高謹     |      |